# Негласное наблюдение
Скры́тое наблюде́ние (нару́жное наблюде́ние, сленг. — сле́жка, нару́жка, хвост) — комплекс мероприятий, которые проводят оперативные службы в рамках оперативно-разыскной деятельности по скрытому, негласному, либо зашифрованному визуальному наблюдению за лицом, представляющим оперативный интерес, с целью получения о нём и его образе жизни максимально полной информации.

## Формы скрытого наблюдения

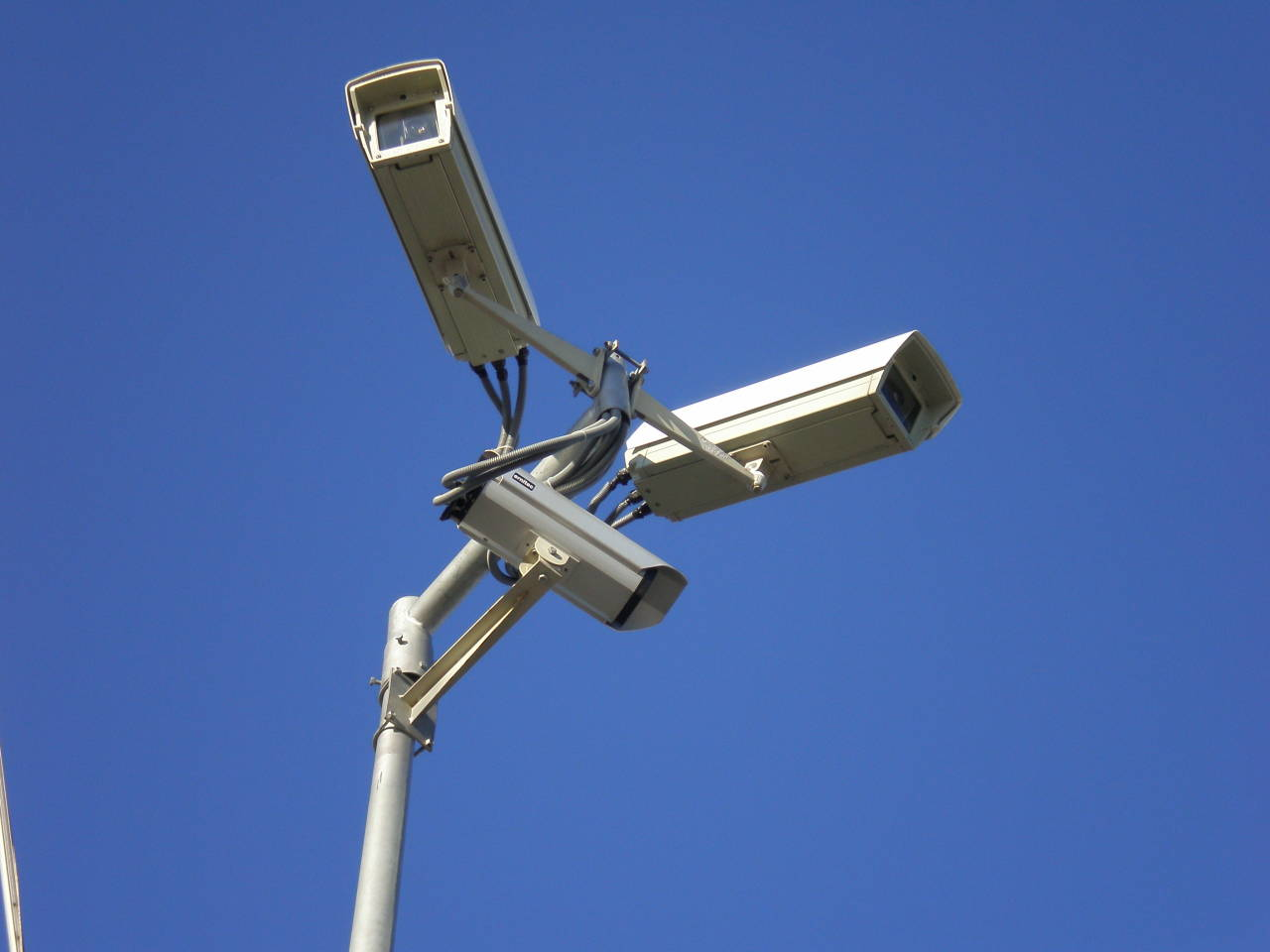
«Гнездо» с камерами наружного наблюдения

В зависимости от условий, в которых проводятся мероприятия, скрытое наблюдение может проводиться в следующих формах:
- скрытое негласное наблюдение — условия, в которых оперативный сотрудник скрывает своё присутствие от объекта наблюдения.
- зашифрованное негласное наблюдение — условия, в которых оперативный сотрудник находится в непосредственной близости от объекта, не скрывает своего присутствия, но тщательно маскирует свои действия под благовидным, не вызывающим у объекта внимания предлогом.

По техническому оснащению, негласное наблюдение может проводиться:
- с использованием технических средств наблюдения, видео- и звукозаписи;
- без использования технических средств.

По форме организации наружное наблюдение подразделяется на: стационарное, подвижное и зональное (поэтапно-территориальное). Существует два способа наружного наблюдения: сопровождающее, при котором контроль за поведением объекта ведется с позиций, находящихся позади него (как при пешем передвижении объекта, так и при его поездках на автотранспорте) и встречное, при котором оно ведется с позиций, находящихся впереди объекта (как по маршруту следования объекта, так и в местах его вероятного появления) и несколько приемов: «цепочка» (сотрудники следуют за объектом один за другим, соблюдая определённую дистанцию, и периодически меняются местами, чтобы избежать выявления), «вилка» (наблюдение за объектом осуществляется одновременно с нескольких сторон), «лидирование» (наблюдение за объектом ведется из оперативной автомашины, идущей на определённом расстоянии впереди автомашины объекта), наблюдение по параллельным улицам, опережение и др.

## История
Негласное наблюдение как метод получения информации существует с древности.
В России негласное наблюдение было официально закреплено нормативно-правовыми актами во второй половине XIX века. Ранее эта функция была возложена в целом на полицию. С созданием уголовно-сыскных и охранных отделений полиции возникла необходимость выделения определённых лиц для этих целей, так как штатных агентов любой бродяга знал в лицо. Так возник институт филёров.
В СССР служба наружного наблюдения имелась у органов государственной безопасности с самого начала их основания. С 1954 года служба наружного наблюдения входила в состав 7-го Управления КГБ СССР). В 1938 году своя служба наружного наблюдения появилась и у уголовного розыска. В МВД СССР службу наружного наблюдения курировало 7-е управление МВД СССР. В 1991 году в России было создано Оперативно-поисковое управление (ОПУ) МВД РФ, курирующее подразделения наружного наблюдения региональных органов внутренних дел.